# Farley (Missouri)
Farley és una població dels Estats Units a l'estat de Missouri. Segons el cens del 2000 tenia 226 habitants.

## Demografia
Segons el cens del 2000, Farley tenia 226 habitants, 89 habitatges, i 66 famílies. La densitat de població era de 116,3 habitants per km².
Dels 89 habitatges en un 31,5% hi vivien nens de menys de 18 anys, en un 67,4% hi vivien parelles casades, en un 2,2% dones solteres, i en un 25,8% no eren unitats familiars. En el 23,6% dels habitatges hi vivien persones soles el 5,6% de les quals corresponia a persones de 65 anys o més que vivien soles. El nombre mitjà de persones vivint en cada habitatge era de 2,54 i el nombre mitjà de persones que vivien en cada família era de 3,03.
Per edats la població es repartia de la següent manera: un 24,8% tenia menys de 18 anys, un 4,9% entre 18 i 24, un 27,9% entre 25 i 44, un 31,4% de 45 a 60 i un 11,1% 65 anys o més.
L'edat mediana era de 39 anys. Per cada 100 dones de 18 o més anys hi havia 100 homes.
La renda mediana per habitatge era de 56.406 $ i la renda mediana per família de 67.917 $. Els homes tenien una renda mediana de 39.583 $ mentre que les dones 28.125 $. La renda per capita de la població era de 25.118 $. Cap de les famílies i el 3,2% de la població estaven per davall del llindar de pobresa.

## Poblacions més properes
El següent diagrama mostra les poblacions més properes.